# Distretto di Xiahuayuan
Il distretto di Xiahuayuan (下花园区S, Xiàhuāyuán QūP) è un distretto della Cina, situato nella provincia di Hebei e amministrato dalla prefettura di Zhangjiakou.